# Józef Baron (polityk)
Józef Baron (ur. 27 sierpnia 1920 w Wójtowej Wsi, zm. 26 czerwca 1988) – polski polityk ludowy, poseł na Sejm PRL I, II i III kadencji.

## Życiorys
Syn Józefa, uzyskał wykształcenie podstawowe. Należał do Związku Polaków w Niemczech, uczestniczył w Kongresie Polaków. Kierował Bankiem Rolników w Opolu. Pełnił funkcje prezesa Wojewódzkiego Związku Kółek Rolniczych w Opolu oraz prezesa Gminnej Spółdzielni „Samopomoc Chłopska” w Wójtowej Wsi. Należał od 1947 do Stronnictwa Ludowego, następnie do Zjednoczonego Stronnictwa Ludowego. W 1950 został sekretarzem Powiatowego Komitetu ZSL. Wykonywał mandat radnego Gromadzkiej Rady Narodowej w Wójtowej Wsi. W 1952, 1957 i 1961 uzyskiwał mandat posła na Sejm PRL z okręgu Opole. Zasiadał kolejno w Komisji Finansowo-Budżetowej, Komisji Nadzwyczajnej Ziem Zachodnich oraz w Komisji Gospodarki Morskiej i Żeglugi.
Został pochowany na cmentarzu komunalnym w Opolu.

## Odznaczenia
- Złoty Krzyż Zasługi (1954)[2]
- Medal 10-lecia Polski Ludowej (1954)[3]